# Quinta da Graça
Quinta da Graça és una localitat de São Tomé i Príncipe. Es troba al districte de Mé-Zóchi, al nord-est de l'illa de São Tomé. La seva població és de 98 (2008 est.). Està connectada gràcies a l'EN-3 amb la capital del país, vora de les localitats de Batepá a l'est i Monte Café a l'oest.

## Evolució de la població
| 2001 | 2008 |
| 86   | 98   |